# Maximiliano Guerrero
Maximiliano Guerrero, né le 15 janvier 2000 à La Serena au Chili, est un footballeur chilien. Il joue au poste d'ailier droit à l'Universidad de Chile.

## Biographie

### En club
Né à La Serena au Chili, Maximiliano Guerrero est formé par le club de sa ville natale, le Deportes La Serena, qu'il rejoint à l'âge de quinze ans, en 2015, avant de poursuivre sa formation à l'Universidad de Chile. 
Le 8 janvier 2020, Guerrero est prêté au Deportes La Serena.
En début d'année 2021 il fait son retour définitif au Deportes La Serena. Il son premier match le 4 avril 2021, lors d'une rencontre de championnat contre le Curicó Unido. Il entre en jeu et son équipe s'impose par deux buts à zéro.
En janvier 2024, Maximiliano Guerrero revient à l'Universidad de Chile. Le transfert est annoncé le 26 décembre 2023 et il signe un contrat courant jusqu'en juin 2026.
Il remporte la Coupe du Chili en étant titularisé le 20 novembre 2024, lors de la finale remportée par l'Universidad de Chile face au Deportivo Ñublense sur le score de un but à zéro,.

### En sélection
Maximiliano Guerrero représente l'équipe du Chili des moins de 17 ans, avec laquelle il participe à la Coupe du monde des moins de 17 ans en 2017. Il ne joue qu'un seul match lors de cette compétition organisée en Inde et son équipe est éliminée dès la phase de groupe avec un bilan de deux défaites et un match nul.
En août 2023, Maximiliano Guerrero est convoqué pour la première fois avec l'équipe nationale du Chili, mais il ne joue aucun match lors de ce rassemblement. Il honore finalement sa première sélection le 17 novembre 2023, contre le Paraguay. Il entre en jeu et les deux équipes se neutralisent (0-0 score final),.

## Palmarès
Universidad de Chile
- Coupe du Chili (1) :
  - Vainqueur : 2024.

## Statistiques

### En sélection nationale
| Saison                | Sélection             | Phases finales        | Phases finales | Phases finales | Phases finales | Éliminatoires CDM | Éliminatoires CDM | Éliminatoires CDM | Matchs amicaux | Matchs amicaux | Matchs amicaux | Total | Total | Total |
| Saison                | Sélection             | Compétition           | M              | B              | Pd             | M                 | B                 | Pd                | M              | B              | Pd             | M     | B     | Pd    |
| --------------------- | --------------------- | --------------------- | -------------- | -------------- | -------------- | ----------------- | ----------------- | ----------------- | -------------- | -------------- | -------------- | ----- | ----- | ----- |
| 2023-2024             | Chili                 | Copa América 2024     | 0              | 0              | 0              | 1                 | 0                 | 0                 | 0              | 0              | 0              | 1     | 0     | 0     |
| 2024-2025             | Chili                 | -                     | -              | -              | -              | 2                 | 0                 | 0                 | -              | -              | -              | 2     | 0     | 0     |
| Total sur la carrière | Total sur la carrière | Total sur la carrière | 0              | 0              | 0              | 3                 | 0                 | 0                 | 0              | 0              | 0              | 3     | 0     | 0     |